# Финько, Олег Анатольевич
Олег Анатольевич Финько́ (род. 13 июля 1963, Калинин) — российский учёный в области информационной безопасности, доктор технических наук, профессор, заслуженный работник высшей школы Российской Федерации, полковник запаса.

## Биография
Родился в 13 июля 1963 года в городе Калинине, Калининской области.

### Образование и военная служба
В 1986 году окончил Ставропольское высшее военное инженерное училище связи им. 60-летия Великого Октября по специальности «Системы управления и связи». В годы учёбы приобщился к изобретательскому творчеству в области совершенствования цифровых и аналого-цифровых устройств военной электроники, функционирующих в коде системы остаточных классов.
По 1991 год — военная служба в 14-й ракетной Киевско-Житомирской ордена Кутузова дивизии РВСН (г. Йошкар-Ола Республики Марий Эл); выполнял задачу по несению боевого дежурства в составе боевого расчёта пуска командного пункта ракетного полка комплекса 15П098.
За высокие показатели по результатам учений, проводимых Главнокомандующим РВСН и отличное несение боевого дежурства в составе дежурной боевой смены пуска в 1990 году  был награждён медалью «За отличие в воинской службе» 1 ст. (от имени Президиума Верховного Совета СССР).

### Профессорская и исследовательская деятельность
После защиты в 1995 году кандидатской диссертации в Краснодарском высшем военном командно-инженерном училище ракетных войск, там же, преподавал ряд специальных дисциплин, а с 1999 года — в КВВУ им. С. М. Штеменко, профессор специальной кафедры.
В 2005 году защитил докторскую диссертацию (Серпуховской военный институт ракетных войск), назначен на должность профессора специальной кафедры. Ученое звание «профессор» (по кафедре безопасности информации) присвоено в 2009 году.
Руководитель научной школы: «Алгебраические методы защиты информации в комплексах и системах военного назначения», руководит докторантами и адъюнктами различных форм обучения, подготовил более 20 кандидатов и 2-х докторов наук.
Член программных комитетов ряда Всероссийских и Международных научных конференций. Один из организаторов исторически первой Международной научной конференции, посвященной вопросам модулярной арифметики и её применению в различных областях, инициированной академиком НАН республики Казахстан Амербаевым В. М., с уникальным составом участников.

### Характеристика трудов
Его труды относятся к областям: информационная безопасность и параллельные вычисления в алгебраических структурах, функциональный контроль и обеспечение отказоустойчивости средств обработки в том числе конфиденциальной информации, контроль целостности и имитозащита данных.
Автор нового направления в области компьютерной алгебры: «Модулярная арифметика параллельных логических вычислений», которое находится на «стыке» алгебры логики и теории сравнений (модулярной арифметики), а также её приложений для решения задач функционального диагностирования цифровых устройств специального назначения.
Предложил ряд теоретических и инновационных (изобретения) решений по обеспечению целостности и имитозащиты информации на основе совместного использования методов криптографии и помехоустойчивого кодирования.
Более 200 научных трудов и 50 изобретений.

#### Избранные труды
- Финько О. А. Модулярная арифметика параллельных логических вычислений: Монография — М.: ИПУ РАН, 2003. — 214 с.[7][8].
- Реализация систем булевых функций большой размерности методами модулярной арифметики // АиТ. ― 2004. № 6. ― P. 37-60 (представил чл.-кор РАН П.П. Пархоменко)[13].
- Модулярные формы систем k-значных функций алгебры логики // АиТ. — 2005. — № 7. — С. 66-86 (представил проф. О.П. Кузнецов)[14].

## Экспертная и рецензионно-издательская деятельность
Эксперт Высшей аттестационной комиссии при Минобрнауки России. Член диссертационных советов по различным специальностям ВАК.
Член — эксперт Торгово-промышленной палаты Российской Федерации.
Советник Российской академии ракетных и артиллерийских наук (по отделению технических средств и технологий разведки, навигации, связи и управления).
Член редколлегий научных журналов: 
- «Вопросы оборонной техники»[16];
- «Информационные технологии»[17];
- «Проблемы разработки перспективных микро- и наноэлектронных систем» (ИППМ РАН)[18];
- «Системы управления, связи и безопасности»[3];
- «Техника средств связи»[19].

## Государственные награды и знаки отличия
- заслуженный работник высшей школы Российской Федерации[1];
- медаль ордена «За заслуги перед Отечеством» II степени;
- знак отличия «За заслуги» Восьмого управления Генерального штаба Вооружённых Сил Российской Федерации, другие награды.